# Maggia (Fluss)
Die Maggia ist ein rund 60 Kilometer langer Fluss im Schweizer Kanton Tessin. Sie durchfliesst das Val Sambuco, das Val Lavizzara sowie das Valle Maggia und mündet bei Locarno in einem Delta in den Lago Maggiore. Dabei entwässert sie einen grossen Teil der Tessiner Alpen.
Die Maggia Kraftwerke verwenden die Wasserkraft der Maggia an 5 Stauseen zur Erzeugung elektrischer Energie.

## Verlauf
Die Maggia entspringt auf etwa 2480 m ü. M. in Hangschutt am Osthang der Cristallina. Sichtbar wird der Bachlauf erst in seiner Mulde im Gebiet Sasso del Corbo. Sie fliesst anfangs nach Nordosten und durchquert den Lago del Corbo sowie den Stausee Lago del Narèt. Sie wendet sich in einem Bogen nach Südosten und erreicht das Val Sambuco, wo sie zum Lago del Sambuco gestaut wird. Bei Fusio verlässt sie den Stausee und durchfliesst nun das Val Lavizzara gegen Südwesten. Die Maggia passiert Mogno und überwindet bei Corgello (auch Corsgell’) eine Talstufe. Bei Peccia mündet von rechts die Peccia aus dem Valle di Peccia. Es folgen die Dörfer Prato-Sornico, Broglio, Menzonio und Brontallo.
Bei Cavergno durchfliesst die Maggia die Schlucht Gola del Lupo (ital. für Wolfsrachen). Zwischen Cavergno und Bignasco vereinigt sich das Val Lavizzara mit dem Bavonatal zum Maggiatal. Sie nimmt von rechts zuerst die Bavona und kurz darauf bei Cevio die Rovana auf. Zwischen Bignasco und Maggia bildet die Maggia über 15 Kilometer ein Auengebiet von nationaler Bedeutung, das typologisch als Fliessgewässer kategorisiert ist. Sie passiert Someo, Maggia und Gordevio, wo das Tal enger wird. Nach Avegno verlässt sie das Tal durch eine enge Schlucht und erreicht bei Ponte Brolla die Terre di Pedemonte. Die Maggia nimmt von rechts die Melezza auf und mündet nach der Durchquerung von Locarno auf 193 m ü. M. in den Lago Maggiore.

## Besonderes
Eine Besonderheit der Maggia ist der Wasserfall, der sich aus der Maggia kurz vor Ponte Brolla einige hundert Meter nach dem Ortsausgang von Avegno in die Granitschlucht unter einer Fussgängerbrücke ergiesst. Bei niedrigem Wasserstand stürzt das Wasser aus einer Höhe von ca. vier Meter in einen Topf von gut fünf Meter Durchmesser und vier Meter Tiefe, bevor es durch die erwähnte Schlucht bis zu einer Art See von etwa 15 Meter Tiefe fliesst.
Zu Normalzeiten führt die Maggia bei Ponte Brolla rund 2 Kubikmeter Wasser pro Sekunde. Bei Hochwasser sind es jedoch 5000 Kubikmeter; so viel wie der Rhein bei Basel führt.

## Sport
Jährlich werden internationale High Diving-Wettkämpfe ausgetragen, bei welchen die Teilnehmer von einer Plattform über 20 Meter in die Tiefe springen.
Unterhalb von Ponte Brolla gibt es einen Tauchplatz, der sich zum Flusstauchen eignet. Die Maggia ist dort zwischen fünf und zehn Meter tief und weist unter der Wasseroberfläche eine spektakuläre Felsenlandschaft auf. Das kristallklare Wasser bietet meist grössere Sichtweiten als tropische Gewässer. Ein weiterer bei Gerätetauchern beliebter Tauchplatz befindet sich in der Gola del Lupo bei Cavergno.

## Gefahren
Das Betreten des teilweise trockenen Flussbettes der Maggia kann gefährlich sein. Je nach Wetterlage oder durch plötzliches Wasserablassen an den Stauseen im Quellgebiet der Maggia kann der Wasserstand innerhalb kurzer Zeit extrem schnell ansteigen und die Maggia dadurch zu einem reissenden Fluss werden. Es gab schon einige tödliche Unfälle durch Ertrinken.
Auch wenn nach Schneeschmelze oder nach heftigen Gewittern in höheren Lagen der Wasserpegel plötzlich anschwillt, kann eine gefährliche Situation eintreten: Springer, die beim Wasserfall nicht in Ausflussrichtung des Topfes eintauchen, werden durch die Kraft des Wassers an den Fels gedrückt und ertrinken. Trotz Warnungen kommt es immer wieder zu Todesfällen.

## Bilder

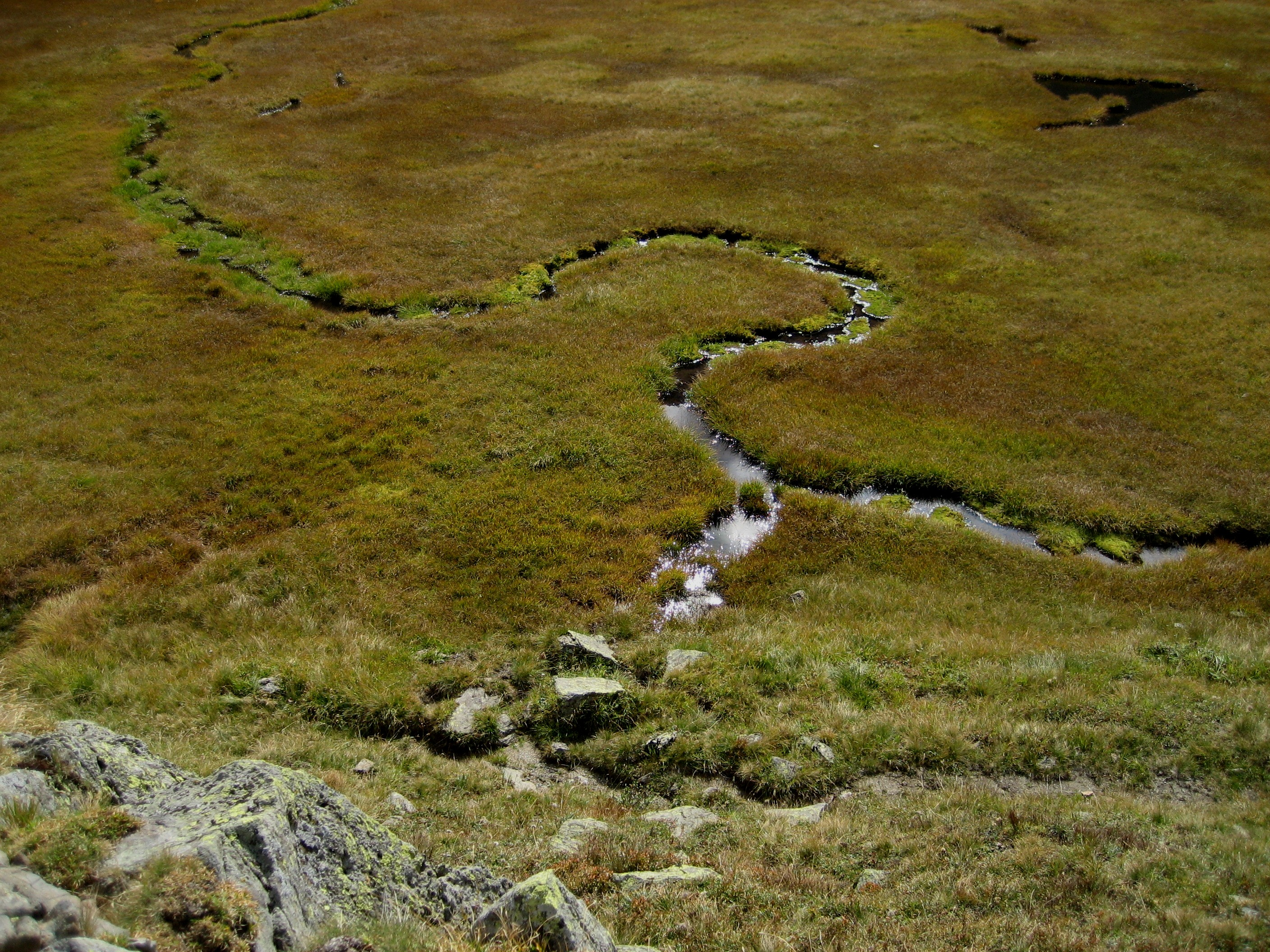
Junge Maggia unterhalb des Naret-Stausee im Val Sambuco
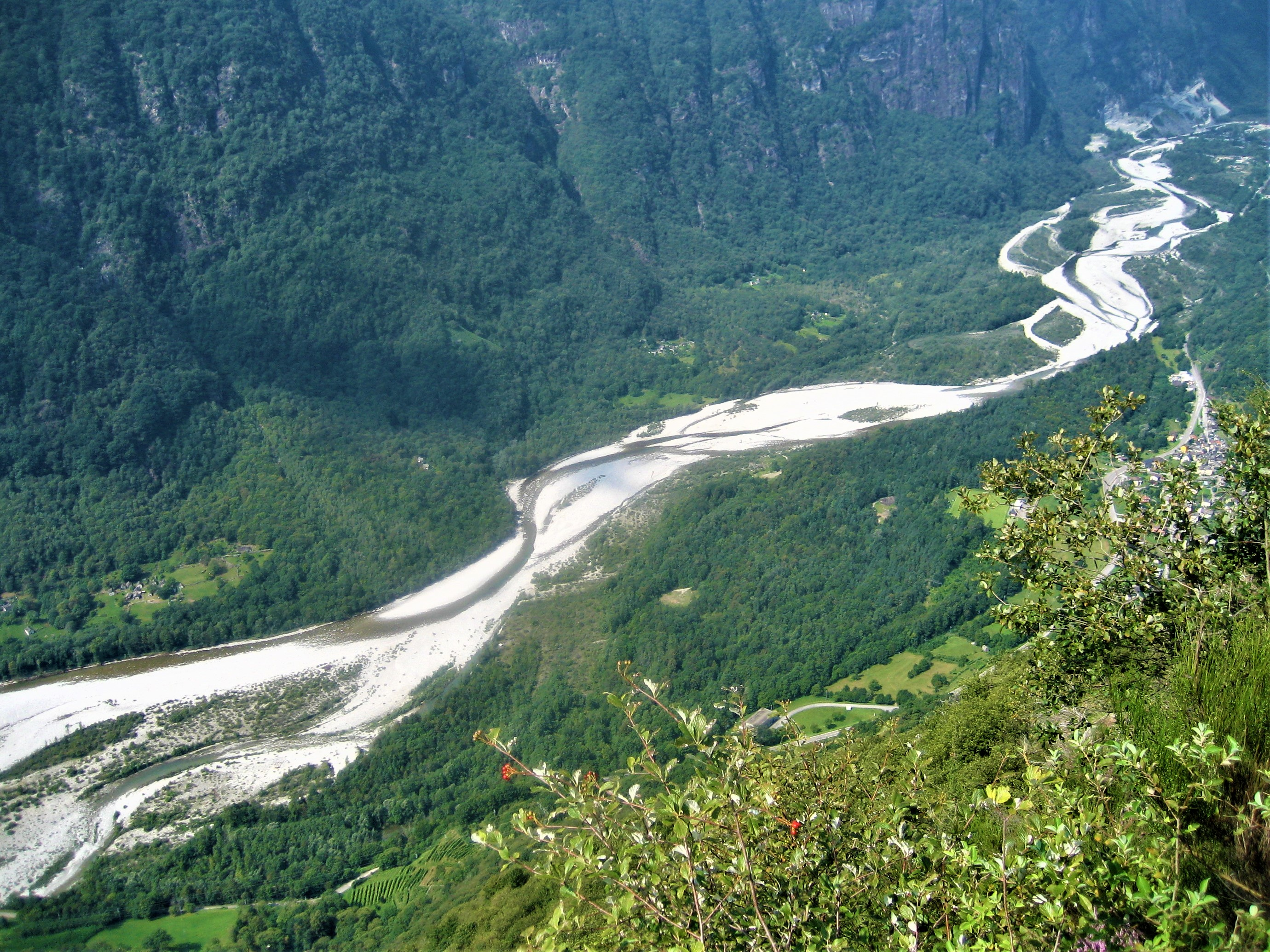
Zwischen Giumaglio und Someo
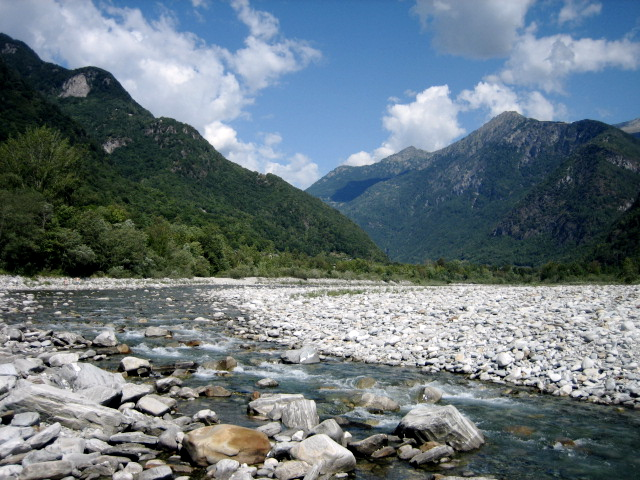
Bei Lodano
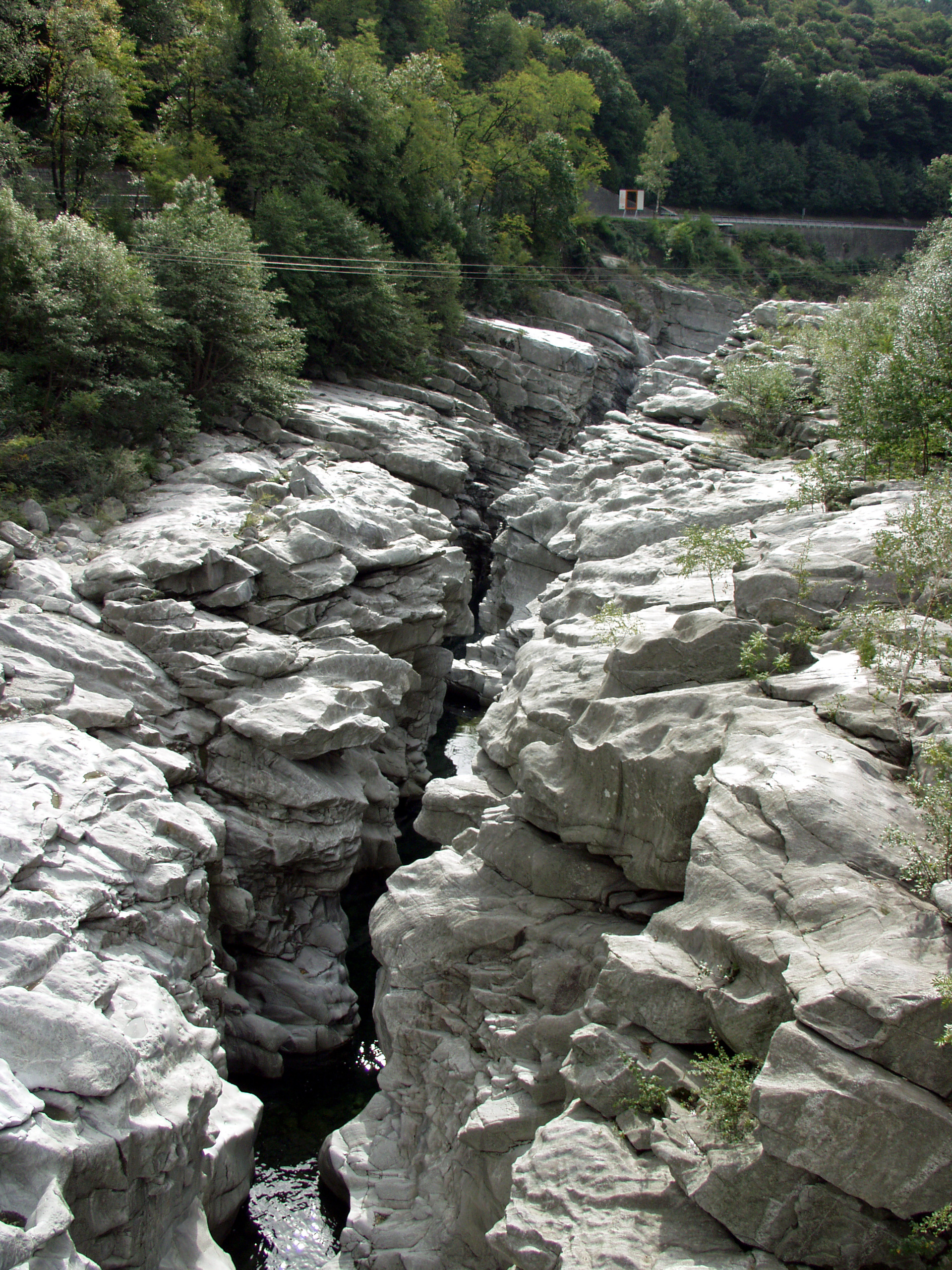
Bei Ponte Brolla
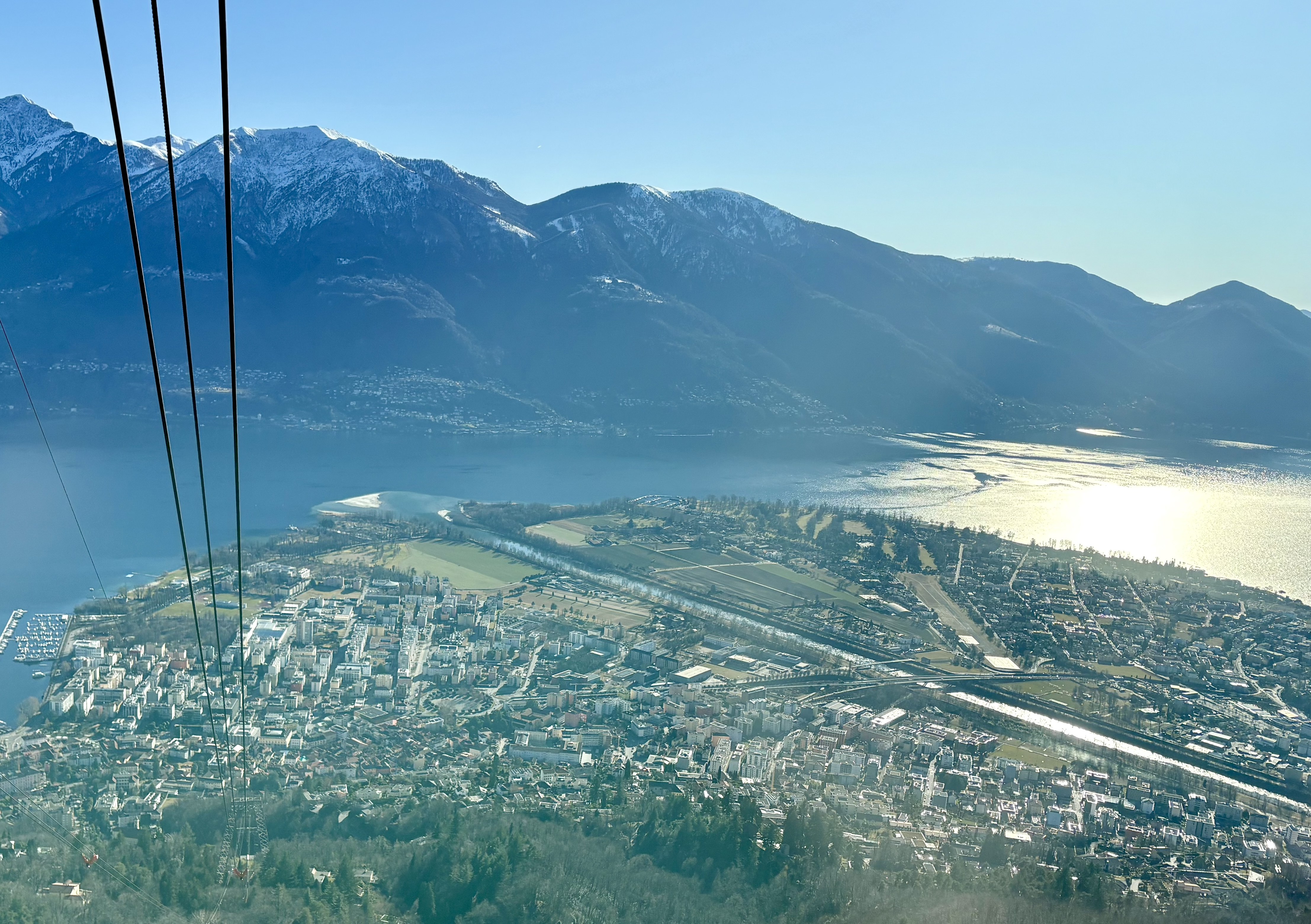
Nach Süden
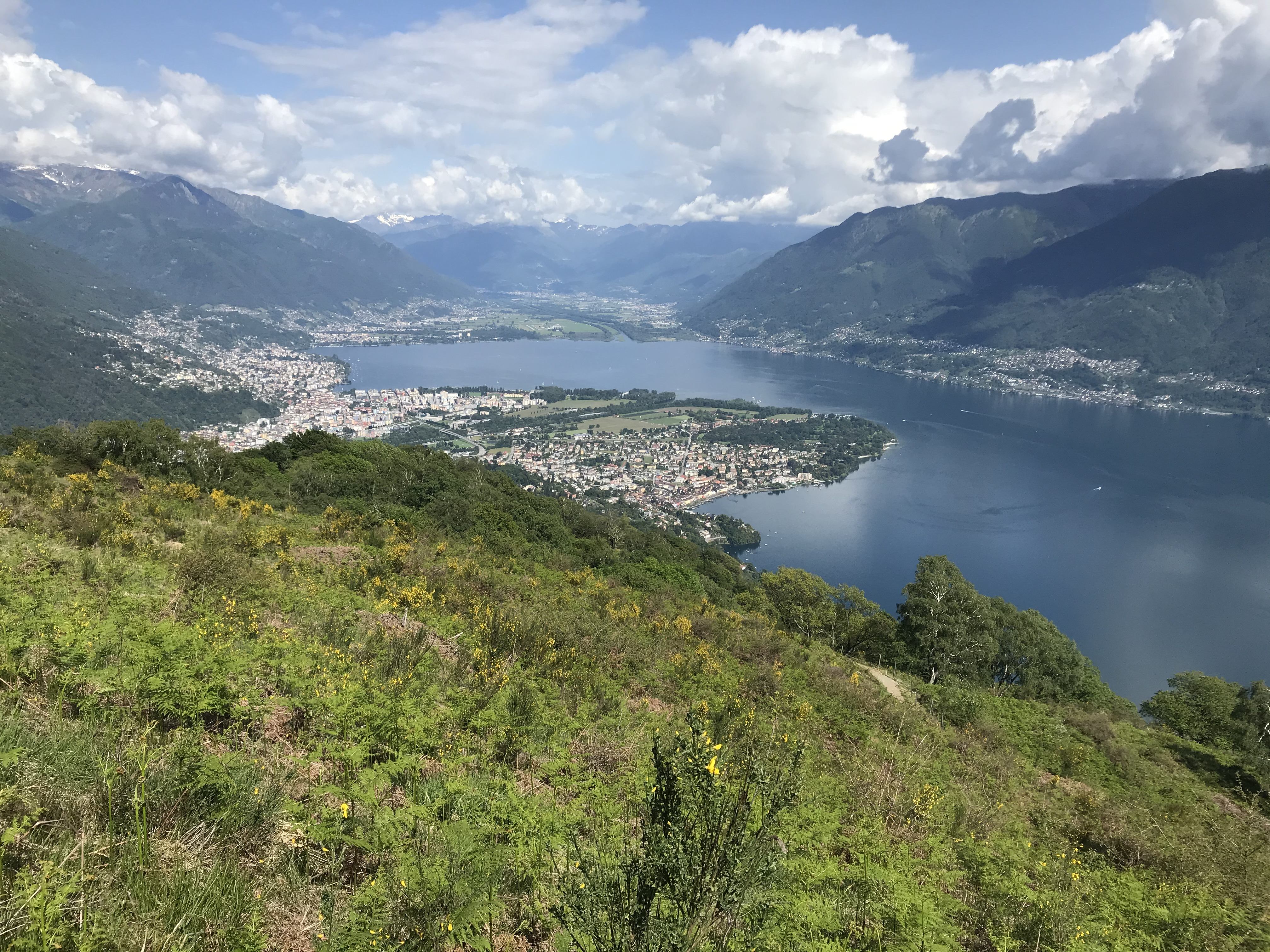
Maggiadelta in Richtung Nordosten
Zwischen Locarno und Ascona (1953)